# La Vecilla
La Vecilla est une commune d'Espagne dans la province de León, communauté autonome de Castille-et-León. Elle s'étend sur 44,29 km2 et comptait environ 408 habitants en 2015.